# Ophiacantha hospes
Ophiacantha hospes is een slangster uit de familie Ophiacanthidae.
De wetenschappelijke naam van de soort werd in 1930 gepubliceerd door René Koehler.